# Mario Turra
Mario Turra (* 27. September 1920 in Falkenstein/Vogtl.; † 16. Juni 2003 in Berlin) war ein deutscher Schauspieler, Regisseur, Zirkusdirektor und Autor.

## Leben
Mario Turra wurde 1920 in Falkenstein/Vogtl. als Sohn eines Italieners geboren. Nach einer Lehre als Dekorateur nahm er Schauspielunterricht mit anschließenden Engagements in Zwickau und Heidelberg. 1948 suchte er in Wien eine neue Heimat und hatte dort Auftritte am Burgtheater, an der Staatsoper und am Neuen Theater in der Scala. Es folgte 1957 die Übersiedlung in die DDR, wo er bis 1961 in Lutherstadt Wittenberg und in Meiningen als Schauspieler und Kabarettist tätig war. 
Im Jahr 1963 wird im VEB Zentral-Zirkus der DDR (ab 1980 Staatszirkus der DDR) eine Abteilung geschaffen, die Einfluss auf die Entwicklung der Darbietungen nehmen soll und deren Leitung Mario Turra als Künstlerischer Direktor für über 20 Jahre übernimmt. Häufig führt er bei der Erstellung neuer Produktionen die Regie. Zusätzlich wird er auch Stellvertretender Generaldirektor des Unternehmens. Diese Funktionen behält er bis zu seinem Renteneintritt im Jahr 1985. In dieser Zeit steht er auch immer wieder vor den Kameras der DEFA und des Fernsehens der DDR.
Mario Turra lebte in Berlin und verstarb dort im Alter von 82 Jahren. Er war mit der Referentin im Ministerium für Kultur der DDR Hannelore Turra (geb. Strick) (* 1928) verheiratet.

## Filmografie
- 1972: Die Bilder des Zeugen Schattmann (Fernseh-Vierteiler)
- 1973: Das unsichtbare Visier (Fernsehserie, 1 Episode)
- 1974: Visa für Ocantros (Fernseh-Zweiteiler)
- 1976: Das Licht auf dem Galgen
- 1976: Unterwegs nach Atlantis
- 1978: Das unsichtbare Visier (Fernsehserie, 1 Episode)
- 1979: Für Mord kein Beweis
- 1980: Die Schmuggler von Rajgrod
- 1980: Heute abend und morgen früh (Fernsehfilm)
- 1981: Martin XIII. (Fernsehfilm)
- 1982: Frühstück im Bett (Fernsehfilm)
- 1985: Polizeiruf 110: Verführung (Fernsehreihe)
- 1987: Johann Strauß – Der König ohne Krone
- 1988: Danke für die Blumen (Fernsehfilm)
- 1988: Der Eisenhans
- 1988: Präriejäger in Mexiko (Fernseh-Zweiteiler)
- 1990: Lasst mich doch eine Taube sein
- 1998: Wolffs Revier (Fernsehserie, 1 Episode)
- 1998: Ich Chef, Du Turnschuh

## Theater
- 1950: Paul Claudel/Arthur Honegger: Jeanne d’Arc auf dem Scheiterhaufen (Perrot) – Regie: Josef Gielen (Wiener Staatsoper)
- 1958: A. G. Petermann: Die Premiere fällt aus – Regie: Werner Peter (Elbe-Elster-Theater Lutherstadt Wittenberg)
- 1959: Wsewolod Iwanow: Panzerzug 14-69 – Regie: Fritz Bennewitz (Das Meininger Theater)
- 1959: Otto Schneidereit/Eberhardt Schmidt: Bolero – Regie: Hans-Peter Eichhorn (Das Meininger Theater)

## Auszeichnungen
- 1960: Nationalpreis der DDR in der III. Klasse für Kunst und Literatur für die Mitarbeit am Aufbau des Arbeiter- und Bauerntheater Friedrich Schiller in Bauernbach
- 1973: Kunstpreis der DDR
- Verdienstmedaille der DDR

## Werke
- Mario Turra: Das Lachen des Clowns. Henschel, Berlin 1972, 1975, DNB 760069123.
- Mario Turra (Hrsg.): Zeitgenössische Clown-Nummern. Henschel, Berlin 1977. DNB 770196322.